# چپ‌دست (بوکس)

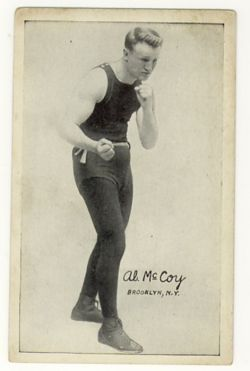
آل مک کوی، قهرمان جهان در دهه ۱۹۱۰ در حال نمایش ایستادن چپ دست با دست و پای راست جلو.

در بوکس چپ‌دست (انگلیسی: Southpaw stance) نوعی ایستادن است که دست و پای راست جلوتر و به سمت حریف قرار می‌گیرند. این روش بیشتر توسط بوکسورهای چپ‌دست استفاده می‌شود تا با دست راست دفاع کرده و با دست چپ ضربه سنگین‌تر زده شود.